# Anizy-le-Grand
Anizy-le-Grand község Franciaország Hauts-de-France régiójában, Aisne megyében. Új községként 2019. január 1-jén jött létre Anizy-le-Château, Faucoucourt és Lizy korábbi községek egyesítésével.

## Népesség
| Lakosok száma | 2533 | 2542 | 2574 | 2587 | 2549 | 2510 |
|               | 2017 | 2018 | 2019 | 2020 | 2021 | 2022 |